# Еміль, або Про виховання
Еміль, або Про виховання (Émile, ou De l’éducation) — педагогічний роман-трактат про виховання людини швейцарського письменника Жана-Жака Руссо, який автор вважав «найкращим та найважливішим» з усіх його творів. Роман був заборонений у Парижі та Женеві, навіть спалений публічно 1762, у рік свого першого видання. Під час Французької Революції «Еміль» став своєрідною підставою нової національної освітньої системи. Деякі автори вважають роман «Еміль» першою вичерпною працею з філософії освіти у західній культурі, так само як і першим «освітнім романом» (Bildungsroman). В Україні адептами ідей роману «Еміль» вважають письменника Пантелеймона Куліша, що увів ідеї Жана-Жака Руссо до своєї «хутірської філософії», та історика Володимира Антоновича. 

## Зміст
Для вираження своїх педагогічних ідей Жан-Жак Руссо створив  у романі «Еміль» таку ситуацію, коли вихователь починає виховувати дитину, що рано осиротіла і бере на себе права й обов'язки батьків. І Еміль є цілком плодом його численних зусиль як вихователя.
Руссо намічає три види виховання і три типи вчителя: Природа, Люди і Предмети. Усі вони беруть участь у вихованні людини: природа внутрішньо розвиває наші задатки й органи, люди допомагають використовувати цей розвиток, предмети діють на нас і дають досвід. Природне виховання не залежить від нас, а діє самостійно. Предметне виховання частково залежить від нас.
Виховання — велика справа, і воно може створювати вільну і щасливу людину. Природна людина — ідеал Руссо — гармонічна і цілеспрямована, у ній високо розвинуті якості людини-громадянина, патріота своєї країни. Така людина абсолютно вільна від егоїзму. Як приклад подібної людини Руссо приводить Педарита, що побажав стати членом ради трьохсот, і коли йому відмовили в цьому, він зрадів, що в Спарті виявилося триста чоловік, кращих, ніж він.
Роль вихователя для Руссо полягає в тому, щоб навчати дітей і дати їм одне єдине ремесло — життя. Як заявляє вихователь Еміля, з його рук не вийде ні судовий чиновник, ні військовий, ні священик, — насамперед це буде людина, що зможе бути і тим, і тим.
Кожному віковому періоду повинні відповідати особливі форми виховання і навчання. Виховання повинне носити трудовий характер і сприяти максимальному розвитку самостійності й ініціативи учнів. Інтелектуальному вихованню повинне передувати і супроводжувати вправа фізичних сил і органів почуттів вихованців. У своєму романі Руссо дає періодизацію, поділяючи життя дитини на чотири етапи:
1 період — від народження до двох років. Це період фізичного виховання. Вихователі дитини мати і батько.
2 період — дитячий вік від 2 до 12 років;
3 період — підлітковий вік від 12 до 15 років;
4 період — юнацький вік від 15 до 18 років.

## Перша книга роману «Еміль чи про Виховання»
У ній Жан-Жак Руссо розповідає про перший період життя дитини. Руссо говорить: «Рослинам дають вид за допомогою обробки, а людям за допомогою виховання». «Ми народжуємося усього позбавленими — нам потрібна допомога; ми народжуємося безглуздими — нам потрібний розум. Усе, чого ми не маємо при народженні і без чого ми не можемо обійтися, ставши дорослими, дається нам вихованням». Руссо вважає, що не можна у вихованні спиратися тільки на почуття, інакше людина не буде знати, чого вона хоче:
|  | Щоб бути чим-небудь, щоб бути самим собою і завжди єдиним, потрібно діяти, як говориться, потрібно бути завжди готовим на рішення, що потрібно прийняти, потрібно приймати сміливо і випливати на нього постійно. |

У цій главі також говориться про те, що не можна дитину сковувати після народження пелюшками, дитина повинна лежати вільно. Руссо призиває людей: «Дайте можливість тілу вільно розвиватися, не заважайте природі». Він вважає, що дитину необхідно гартувати, не потрібні дитині ніякі лікарі і ліки. Найголовніший ворог — гігієна. У цьому віці необхідно привчати до темряви, самітності, незнайомим предметам, але в дитини не повинно бути ніякого режиму, тільки природні потреби. «Занадто точний розподіл їжі і сну робить те й інше необхідним після закінчення кожного проміжку часу: швидке бажання розпочинається не з потреби, а зі звички, чи, найкраще сказати, звичка починає нову потребу — от це і варто попереджати». Не потрібно, на думку Руссо, і форсування, стимулювання мови.
Отже, у цьому віці наголос робиться на фізичний розвиток дітей, а головні вихователі мати і батько.
У цій книзі автор говорить про те, що феодальне суспільство — суспільство зіпсоване, тому що вихованням дітей займаються годувальниці, а батьки продовжують вести звичний спосіб життя.
Це суспільство порочне, а зміну його Руссо бачить у перевихованні дітей, у тім, що батьки повинні займатися своїми дітьми.
|  | Але нехай тільки матері годують своїх дітей, удачі перетворяться самі собою, природні почуття прокинуться у всіх серцях, держава знову стане заселятися; цей перший крок – цей один крок знову усіх з'єднає. Принадність домашнього життя – найкраща протиотрута дурним вдачам. Метушня дітей, що вважають надокучливою, стає приємною; вона робить батька і матір більш необхідними і дорогими один одному; вона міцніше зв'язує між ними подружній зв'язок. Коли родина жвава й одухотворена, домашні турботи складають найдорожче заняття дружини і найсолодшу розвагу чоловіка. Таким чином, виправлення одного цього недоліку незабаром дасть у результаті загальну реформу, і природа незабаром вступить знову у свої права. Нехай тільки жінки знову стануть матерями – і чоловіки незабаром стануть знову батьками і чоловіками”. |

Але відразу Руссо показує, що якщо жінка захоче виконувати свої материнські обов'язки і буде годувати дитину сама, то суспільство буде налаштоване проти неї і її чоловіка.
У цій же главі автор пише про те, що батьки повинні виконувати три задачі, вони повинні дати: «людству — людину, суспільству — суспільних людей, державі — державних громадян».
У цій главі розповідається про те, що автор береться за виховання Еміля — це ідеальна дитина, також як і автор — ідеальний наставник. Емиль — сирота, тому усі права й обов'язки виконує наставник. Таку вихідну точку дає Руссо для того, щоб показати дії своєї педагогічної системи.
Еміль повинен шанувати своїх батьків, але слухатися — одного наставника.
У період дитинства важливо розвивати пізнавальні процеси дітей розрізняти предмети, вибирати один з декількох предметів.
У першій книзі Руссо говорить про те, що вже в цьому віці необхідно учити дітей пояснювати, що їм потрібно і допомагати дитині, коли вона спокійна. Не можна потурати дитині і виконувати її вимоги, інакше вона стане маленьким тираном.
Щоб полегшити прорізання зубів потрібно навчити дитини жувати, даючи їй скоринки хліба і т. д.
Отже, в першій книзі Руссо дає практичні ради про те, як ростити здорову і повноцінну дитину, головне в якій — воля рухів, добре відношення до дитини, розвиток пізнавальних процесів, фізичний розвиток дітей і початок формування мови.
За дитинством випливає другий період життя дитини, на якому власне і кінчається дитинство. Дитячий вік від 2 до 12 років Руссо називає «сон розуму».

## Друга книга «Еміль чи про Виховання»
Уся книга присвячена другому періоду життя дитини. У цей період дитині не можна нічого забороняти, не можна карати, не можна сердитися, але, однак, «виховуючи Еміля за принципом природних наслідків, карає Еміля, позбавляє волі, тобто розбив вікно — сиди в холоді, зламав стілець — сиди на підлозі, зламав ложку — їж руками. У цьому віці велика роль прикладу, що виховує, тому необхідно на нього спиратися у вихованні дитини».
Дитина починає ходити, але як і раніше треба посилено займатися зміцненням здоров'я дитини, а не змушувати його заучувати розповіді і казки, дитина ще не здатна міркувати. Учити дитину до 12 років не потрібно. Нехай усе вимірює, зважує, вважає, порівнює сама, коли відчує в цьому нестаток. Добре б 12 років зовсім не знати книг. Першою і єдиною книгою повинна бути «Робінзон Крузо», герой якої, потрапивши на безлюдний острів, добував усе необхідне для свого простого життя. Дитина не має моральних понять, але приклад важливий.
Однак дитина до 12 років може засвоїти ідею власності. Еміль хоче огородити собі ділянку на ділянці садівника Гобера, на тім самім місці, де, виявляється, Гобер посадив собі дині. З зіткнення, що відбулося між Емілем і Гобером, дитина пізнає, як «ідея власності розпочинається з першого заволодіння за допомогою праці». Таким чином, Руссо всупереч своїм основним положенням про неможливість формування в дітей цього віку абстрактних понять, вважає, що ідея власності цілком доступна розумінню дитини.
У цьому віці не можна примушувати дитину займатися проти волі, а потрібно виправляти його почуття: зір, за допомогою малювання, виміру визначених об'єктів, розвиток окоміру; слух — за допомогою співу і музики; дотик — за допомогою розпізнавання тіла, що попадає під руки.
У віці від 2 до 12 років не можна постійно берегти дитину від забутих місць, але необхідно, щоб вона росла, пізнаючи біль. Страждання, на думку Руссо, перша річ, якій повинна навчитися дитина, і це уміння знадобиться більше всього, тому Еміля він виховує в природних умовах, він приводить його на луг, і там дитина бігає, стрибає, падає, але швидко встає і продовжує грати.
Руссо виступає за те, щоб на дітей не давили розповідями, настановами про скорботу, лихо, тому що в цьому віці дитячий розум до цього менш за все чутливий і тому, що ніхто не знає і не може знати, скільки лих випадає на його частку в дорослому віці. Жан-Жак Руссо звертається до вчителів-догматиків:
|  | Навіщо ви йому приділяєте більше нещасть, чим зв'язано з його станом, раз ви не упевнені, що ці дійсні нещастя послужать полегшенням для майбутнього? І як ви доведете, що дурні схильності, що ви претендуєте викорінити, не породжені в ньому набагато скоріше вашими дурно спрямованими турботами, чим природою?. |

У цій книзі автор пише про те, що дитина повинна залежати, але не сліпо коритися, що вона повинна просити, а не наказувати. Дитина підлегла іншим тільки внаслідок своїх нестатків і внаслідок того, що вони бачать краще неї, що їй корисно, що може сприяти чи шкодити її самозбереженню, навіть батьки не мають права «наказувати дитині те, що їй ні на що не потрібно».
У другому розділі говориться про те, що немає потреби забороняти дурний вчинок, потрібно перешкодити його здійсненню. Також Руссо призиває нас не бути щедрими на відмовлення, але і змінювати їх не можна. «Самий вірний спосіб зробити дитину нещасною — це привчити її не зустрічати ні в чому відмови; так бажання її постійне буде зростати внаслідок легкості задоволення його, але рано чи пізно прийдеться вдатися до відмови, а ці незвичні відмови принесуть йому більше мук, чим саме позбавлення того, чого вона бажає».
У своєму висновку автор засуджує педагогів, що навчають дітей наукам, що вимагають пам'яті і розвинутої логіки, а саме — геральдики, географії, хронології, мов і т. д., — які не мають зв'язку з досвідом дитини і їй незрозумілі.

## Третя книга «Еміль чи про Виховання»
У третій книзі Жан-Жак Руссо розповідає про третій період життя дитини. До 12 років Еміль міцний, самостійний, вміє швидко орієнтуватися і схоплювати найважливіше, навколишній світ за допомогою своїх почуттів. Він цілком підготовлений до того, щоб освоїти розумове і трудове виховання. У цьому віці підліток не володіє в достатній мірі моральними поняттями і не може правильно зрозуміти людські взаємини, а тому він повинен вивчати те, що зв'язано з навколишнім світом і природою. При виборі предметів необхідно виходити з інтересів дитини. Природно, що інтерес дитини направляється на те, що вона бачить, що вивчає: географія, природознавство, астрономія. Руссо розвиває оригінальну «методику» одержання цих знань, засновану на самостійному дослідженні нею явищ, описує дитину–дослідника, що відкриває наукові істини, що винаходить компас і т. д.
Руссо не хотів зв'язувати особистий досвід дитини з досвідом людства, вираженому в науці. Систематичні знання Руссо відкинув; разом з тим, він показав знання самодіяльності, спостережливості, допитливості підлітка.
Вільна людина, по Руссо, повинна володіти різними видами ремісничої праці, декількома професіями, тоді вона дійсно зможе заробити собі хліб і зберегти волю, тому Еміль навчається ряду корисних професій. Руссо вважає, що «голова Еміля — голова філософа, а руки Еміля — руки ремісника».
Спочатку Еміль знайомиться зі столярним ремеслом, живе життям простого робітника, переймається повагою до людини праці, починає цінувати працю і відпочинок. Він їсть хліб, що сам заробив. Праця — виховний засіб, а разом з тим є і суспільним обов'язком вільної людини.
У цей період з 12 до 15 років необхідно розвивати допитливість, робиться упор на пізнання оточуючого середовища шляхом прогулянок і екскурсій, дитина сама відповідає на виникаючі питання.
|  | Вона не вивчає науку, а сама видумує її... |

І, не зважаючи на час наближення «до епохи кризи, в віці революцій» про що також говориться в третій книзі, Еміль після своїх «наукових подорожей» залишається таким же політично пасивним, яким був раніше. Жодного разу не пропонує йому «вчитель» включитися в боротьбу передових суспільних сил проти тиранії. Навпаки, в числі порад, звернених до Еміля його «вчителем», є і така: «Якщо король покличе тебе, йди служити, будь громадянином». Очевидно, слово «громадянин» тут значить вірність обов'язку по відношенню до держави, яку б структуру ця держава не мала. Але поки Еміля не призивають «спасати вітчизну», він вступить в шлюб і буде щасливим чоловіком, добрим батьком. Але не більше того.
На шістнадцятому році Еміль підготовлений до життя і Руссо повертає його в суспільство. Настає четвертий період — «період буревіїв і пристрастей» — період морального виховання. На цьому етапі розвитку дитини потрібно займатися вихованням людини, а не представника стану (судити про ближнього по самому собі). У цьому віці Руссо віддає пріоритет гуманітарному утворенню у вихованні почуттів і прагнень. Також у цей період продовжується активне фізичне виховання. На цьому етапі, до справи виховання Еміля, залучається також і релігія. В IV розділі на арені виховання з'являється фігура «савойського вікарія». Оскільки в книзі він з'являється не недовго, то цей священик не потребує імені; жаль навіть, що зовсім зникає, Руссо міг покласти його біографію і діяльність в основу захоплюючої повісті.
Руссо висуває три задачі морального виховання — виховання добрих почуттів, добрих суджень і доброї волі, бачачи перед собою весь час «ідеальну» людину.
Років до 17-18 юнакові не слід говорити про релігію, Руссо переконаний, що Еміль думає про першопричину і самостійно приходить до пізнання божественного початку.
У цьому віці необхідно повністю виключити спілкування з протилежною статтю.
Свою п'яту книгу автор присвячує вихованню дівчат, зокрема нареченої Еміля — Софі. Вона повинна бути вихована для нього, але її виховання повинне бути протилежно вихованню Еміля. Призначення жінки — зовсім інше, чим чоловіка. Жінка повинна бути вихована відповідно до бажань чоловіка. Пристосування до думок інших, відсутність самостійних суджень, навіть власної релігії, покірливе підпорядкування чужій волі — доля жінки. Руссо стверджував, що «природний стан» жінки — залежність; «дівчата почувають себе створеними для покори». Ніяких серйозних розумових занять їм не потрібно.